# Kalijev jodid
Kalijev jodid anorganski je kemijski spoj, sol kalija i joda. Koristi se za jodiranje kuhinjske soli i liječenje hipertireoze, u hitnim slučajevima izloženosti radioaktivnom jodu iz nuklearnih incidenata, za zaštitu štitnjače kada se koriste određene vrste radiofarmaka u medicinskoj radiologiji. Nalazi se na Osnovnoj listi lijekova Svjetske zdravstvene organizacije za 2021. godinu kao sredstvo protiv gljivica i lijek za štitnjaču.
Kalijev jodid komercijalno se proizvodi reakcijom kalijevog hidroksida s jodom.

## Dodatak prehrani
Kao javnozdravstvena mjera, kalijev jodid dodaje se u malim količinama ljudskoj i životinjskoj hrani. Ljudi ga u prehrani dobivaju iz jodirane kuhinjske soli. Zbog oksidacije jodida kada je sol izložena kisiku i ugljičnom dioksidu iz zraka, kalijev jodid prelazi u kalijev karbonat i elementarni jod, koji potom polagano isparava. Neki proizvođači dodaju kalijev jodat (KIO3) koji ne gubi jod oksidacijom ili dodaju dekstrozu i natrijev tiosulfat za stabilizaciju kalijevog jodida.

## Nuklearni incidenti
Pri nuklearnim incidentima u obliku nesreća u nuklearnim elektranama s curenjem radioaktivnog materijala, vojnim i terorističkim napadima na elektrane ili detonacijama atomskih bombā mogu se osloboditi hlapljivi radioaktivni elementi koji su produkti nuklearne fisije. Jodov izotop 131I jedan je od češćih takvih radionuklida, a posebno je opasan za štitnu žlijezdu jer može dovesti do njenog malignog tumora. Zasiti li se tijelo izvorom stabilnog, neradioaktivnog joda 127I prije udisanja ili gutanja radioaktivnog joda 131I, potonji će se lakše izlučiti što će spriječiti njegov unos i zadržavanje u štitnjači. Kalijev jodid nije univerzalni lijek za radijaciju i ne sprječava učinke izravne izloženosti zračenju, nego je tek jedna od mjera zaštite od štetnih posljedica nuklearnih incidenata, uz fizičku izolaciju i nejedenje onečišćene (kontaminirane) hrane. Kalijev jodid ne može zaštititi ni od kakvih drugih mehanizama radijacijskog trovanja, niti može pružiti bilo kakav stupanj zaštite od prljavih bombi koje proizvode druge radionuklide.
Primijenjen u velikoj dozi i ne više od 2 dana prije izlaganja kontaminiranom zraku i hrani, kalijev jodid gotovo u potpunosti blokira unos radioaktivnog joda u štitnjaču; primjena 4 dana prije izlaganja nema značajan zaštitni učinak, a primjena nakon unosa radioaktivnog joda ima umanjen i brzo nestajući učinak.
Hitne doze od 130 miligrama kalijevog jodida osiguravaju 100 mg joda, a to je količina koja je oko 700 puta veća od normalne prehrambene potrebe od 0,15 mg za odraslu osobu. Kalijev jodid u jodiranoj kuhinjskoj soli nedovoljan za ovu upotrebu jer bi za njegove dovoljne količine bilo potrebno uzeti smrtonosne doze natrijevog klorida iz kuhinjske soli.
Svjetska zdravstvena organizacija ne preporučuje profilaksu kalijevim jodidom za odrasle starije od 40 godina, osim ako se očekuje da će doza zračenja inhaliranog radiojoda ugroziti funkciju štitnjače. Štetne posljedice uzimanja kalijevog jodida povećavaju se sa starošću i mogu premašiti njegove zaštitne učinke »...osim ako doze za štitnjaču od udisanja ne porastu na razine koja ugrožava funkciju štitnjače, što je reda veličine 5 Gy. Takve doze zračenja neće se pojaviti daleko od mjesta nesreće.«
Daje se na usta. Uobičajene nuspojave uključuju povraćanje, proljev, bolove u trbuhu, osip i oticanje žlijezda slinovnica. Ostale nuspojave uključuju alergijske reakcije, glavobolju, gušavost i depresiju. Iako uporaba tijekom trudnoće može naštetiti plodu, ona se i dalje preporučuje u hitnim slučajevima izloženosti materijalnim produktima nuklearnih incidenata.
Postoji mnogo razloga za oprez kod uzimanja visokih doza kalijevog jodida i jodata. Njihova neopravdana uporaba može uzrokovati Jod-Basedow sindrom, potaknuti ili pogoršati hipertireozu i hipotireozu, uzrokovati privremenu ili trajnu bolest štitnjače. 
|  | Molimo pročitajte upozorenje o korištenju medicinskih informacija. Ne provodite liječenje bez savjetovanja s liječnikom! |